# 桜川市総合運動公園

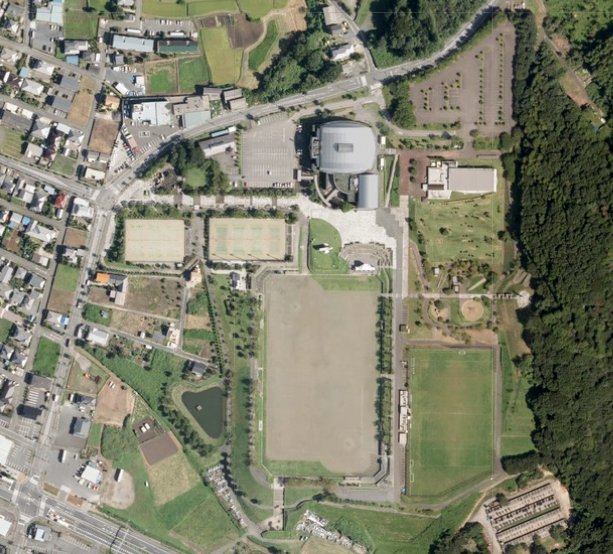
全景

桜川総合運動公園（さくらがわしそうごううんどうこうえん）は、茨城県桜川市に位置する都市公園（総合公園）である。園内に岩瀬体育館「ラスカ」、温水プール「サンパル」を有する。

## 概要
岩瀬市街地北東部に位置する面積14.3haの運動公園。開園時は「岩瀬町総合運動公園」であったが、町村合併により改称された。花崗岩がふんだんに利用されており、岩瀬町と西都市が舞台の物語「桜児物語」の繋がりで交流記念碑も設置されている。

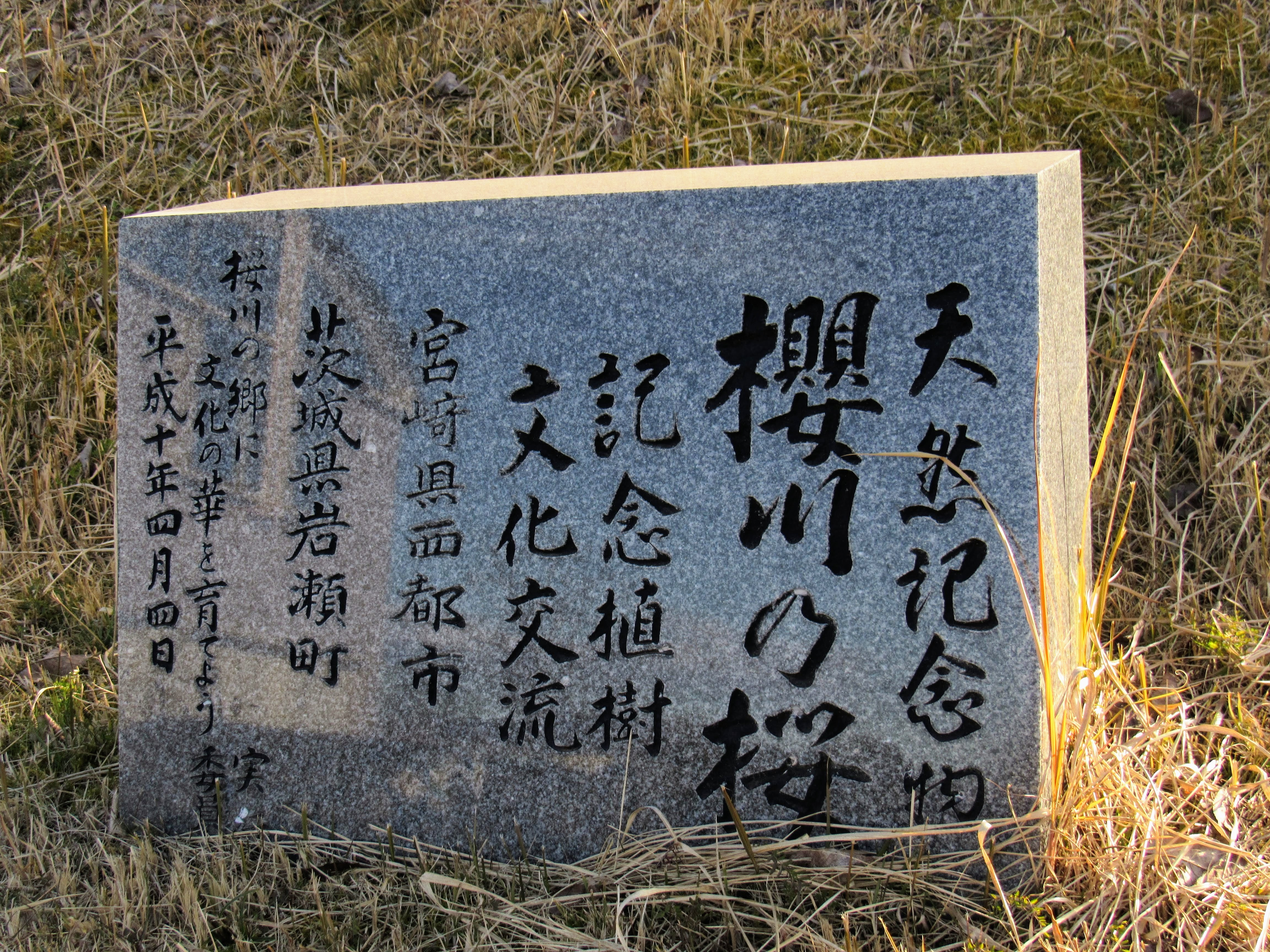
文化交流碑

### 岩瀬体育館「ラスカ」

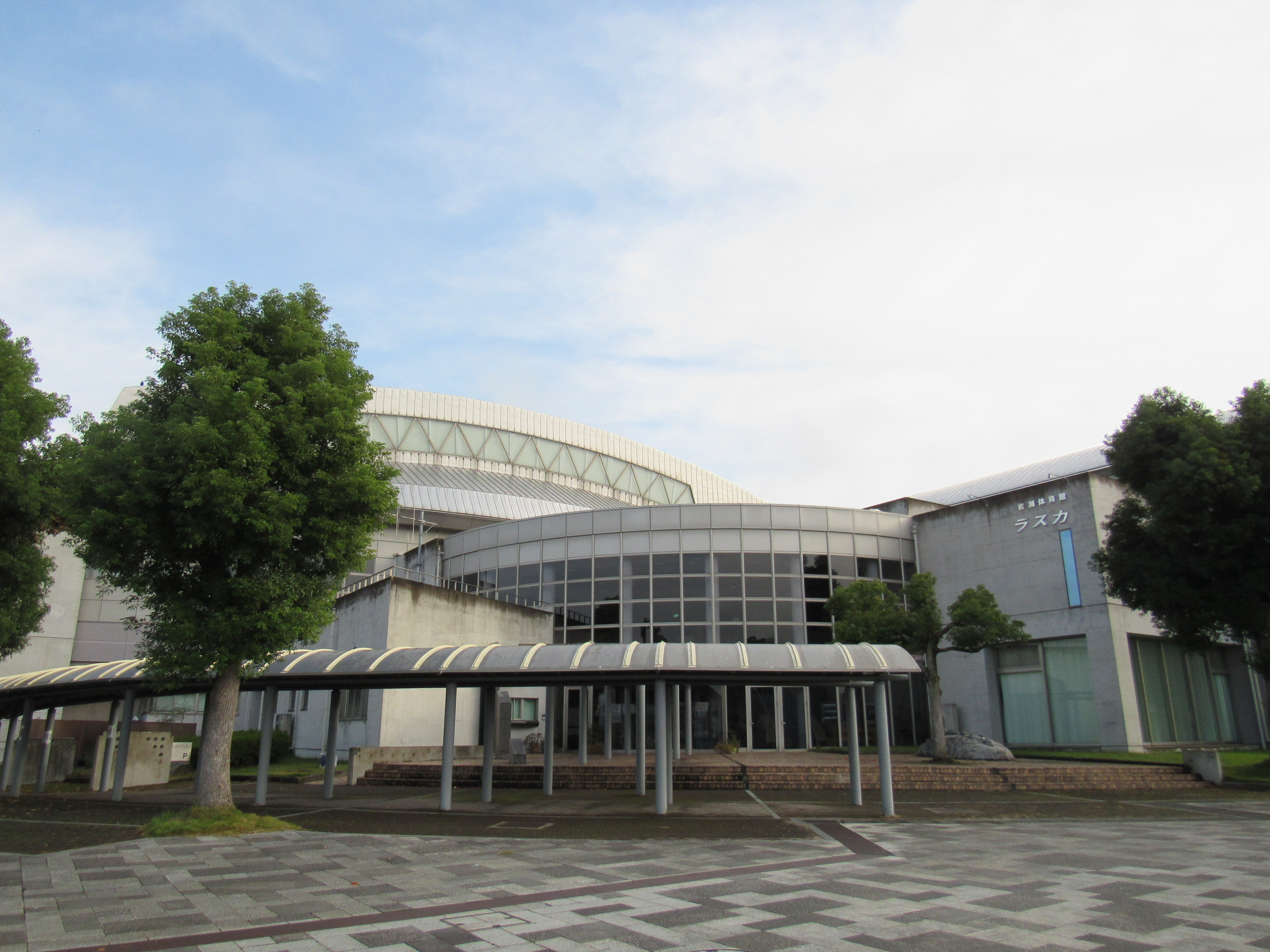
ラスカ

## 公園内の施設

### 岩瀬体育館「ラスカ」[2]
（旧称︰総合体育館「ラスカ」）
- 竣工：1994年
- 住所：岩瀬2685−14番地
- 営業：9:00-21:00 月曜休業
- 設備
  - メインアリーナ-面積1,540ｍ²
  - サブアリーナ-面積453ｍ²
  - トレーニングルーム

### 岩瀬温水プール「サンパル」[3]
- 竣工：1991年
- 住所：岩瀬2685−14

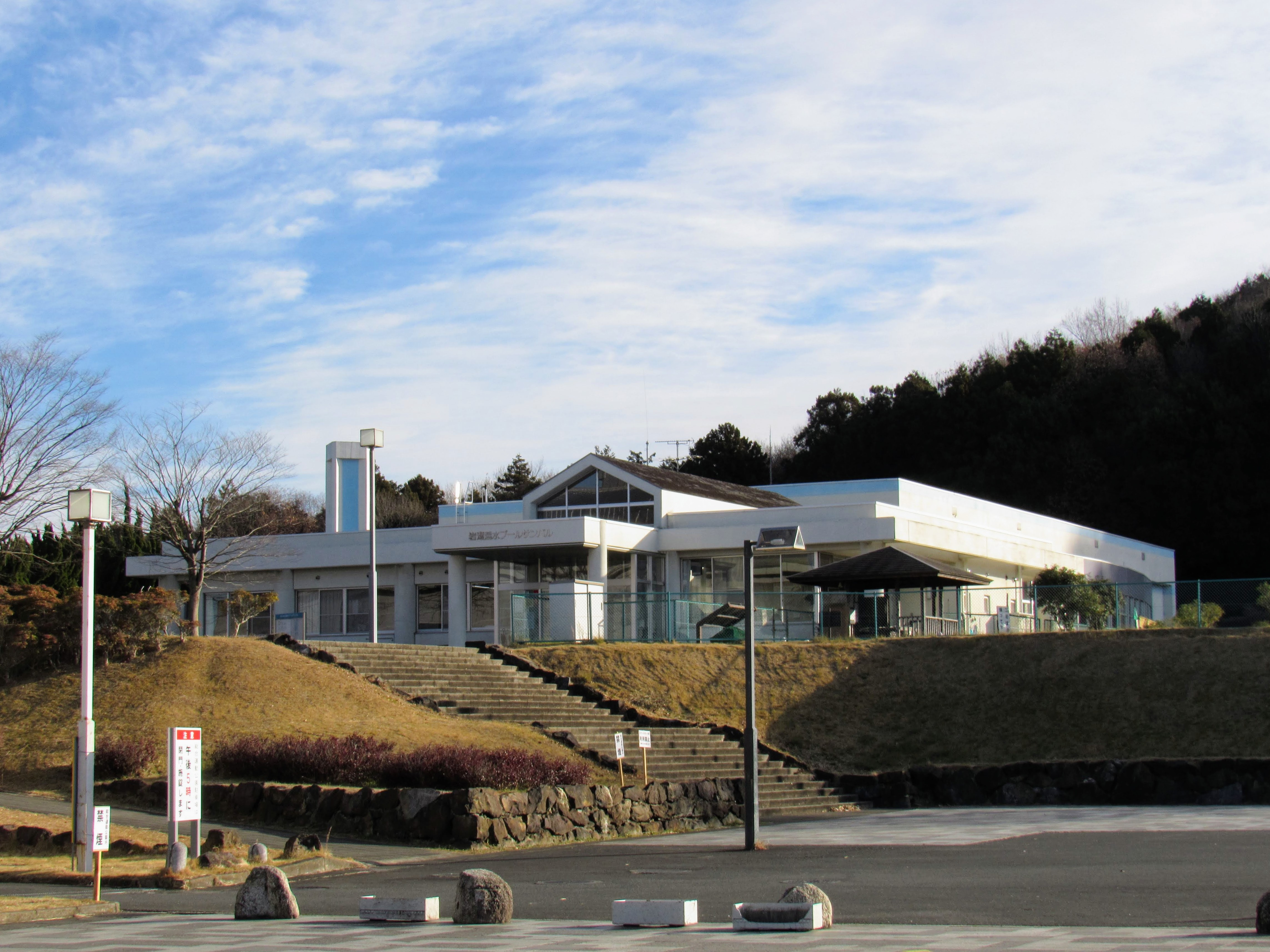
サンパル

- 営業：10:00-12:30、13:30-16:00、16:30-21:00（冬季20:30）
- 設備
  - 一般用プール - 25m×6レーン
  - 幼児用プール
  - 採暖室

#### その他

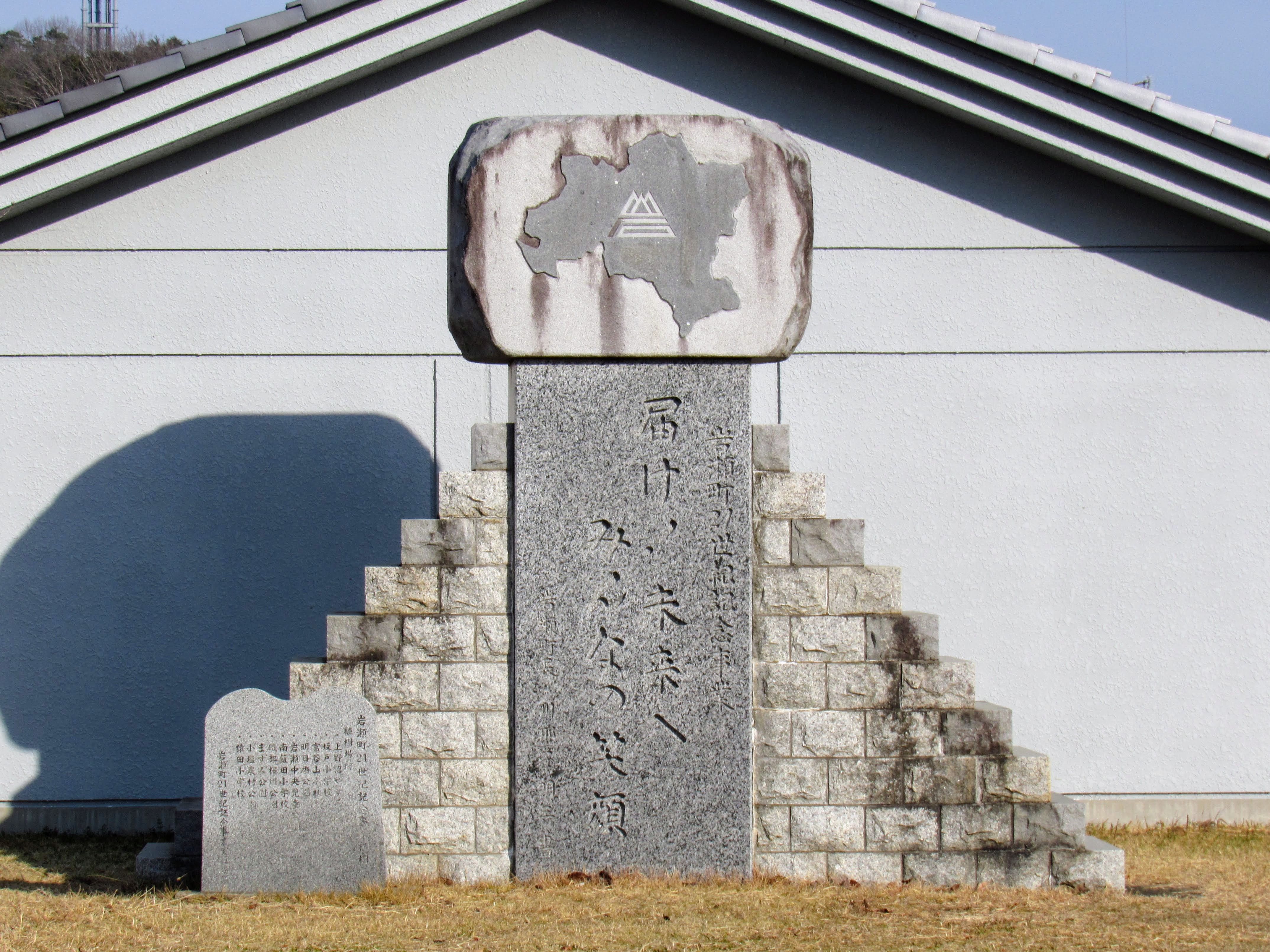
岩瀬町21世紀記念碑

- 岩瀬高齢者センター「時計台」− 竣工：1988年
- 多目的運動場 - 面積21,400ｍ²
- 芝生広場(サッカーコート)  - 面積10,800ｍ²
- テニスコート7面（内ナイター設備有り︰3面）
- 遊具広場
- ターゲット・バードゴルフ場

## イベント
毎年4月にはSAKURAフェスティバル、8月には納涼大会（桜川市）盆踊りの会場として使用されている。

## 周辺の施設
- 茨城県立岩瀬高等学校
- JA北つくば岩瀬支店

## 交通アクセス
- 桜川筑西ICより車で約7分
- 岩瀬駅より徒歩約20分